# Elmet
L'elmet és un casc de ferro de poc gruix i sense visera, gola o barbera que a Espanya va substituir l'elm i la celada. L'elmet a més de ser més còmode que l'elm i el bacinet tenia l'avantatge de no descansar el seu pes sobre el cap. Permetia una millor vista i no dificultava la respiració. Encaixava en la gola sobre la qual se sostenia i si bé el seu mecanisme resultava una mica complicat oferia en canvi relativa comoditat. Els tipus més perfectes corresponen al segle XV i en la seva major part estan mancats d'ornamentació. Aquesta és la classe de cascos que van predominar a la península Ibèrica durant el segle xv i el més primitiu és l'anomenat elmet de bec de pardal compost de sobrecalva. D'aquest model hi ha diversos exemplars a la Reial Armeria de Madrid. A finals del segle xv, van començar els artífexs a decorar els elmets amb riques tasques executant admirables treballs gravats i damasquinats que van aconseguir extraordinària importància en el segle XVI que marca el començament del Renaixement.